# Nicola Lacorte
Nicola Lacorte (Pisa, 1 juni 2007) is een Italiaans autocoureur. Zijn vader Roberto Lacorte is eveneens autocoureur. Sinds 2023 maakt hij deel uit van de Alpine Academy, het opleidingsprogramma van het Formule 1-team van Alpine.

## Carrière

### Karting
Lacorte begon zijn autosportcarrière in het karting in 2019, waar hij tot 2021 actief bleef. Dat jaar eindigde hij op plaats 56 in de OK-klasse van het Europees kartkampioenschap. In juli 2022 werd hij gescout door de Ferrari Driver Academy, het opleidingsprogramma van het Formule 1-team van Ferrari, maar werd hij niet geselecteerd om hier deel van uit te mogen maken.

### Formule 4
In de tweede helft van 2022 stapte Lacorte over naar het formuleracing en maakte hij zijn Formule 4-debuut in het Italiaans Formule 4-kampioenschap bij het team Iron Lynx. In zijn eerste race op de Red Bull Ring behaalde hij met een tiende plaats zijn enige punt van het seizoen, waardoor hij op plaats 28 in het klassement eindigde.
In 2023 begon Lacorte het jaar in het Formule 4-kampioenschap van de Verenigde Arabische Emiraten bij het team Prema Racing. Een achtste plaats in de seizoensfinale op het Yas Marina Circuit was zijn beste resultaat en hij eindigde met 5 punten op plaats 24 in het kampioenschap. Vervolgens keerde hij terug voor een volledig seizoen in de Italiaanse Formule 4 bij Prema. In het eerste raceweekend op het Autodromo Internazionale Enzo e Dino Ferrari behaalde hij zijn enige overwinning en stond hij nog een keer op het podium. Met 75 punten werd hij negende in de eindstand. Ook reed hij in het nieuwe Euro 4 Championship, waarin een vierde plaats op het Circuit de Barcelona-Catalunya zijn beste race-uitslag was. Met 57,5 punten werd hij ook hier negende in de eindstand.

### Formule Regional
In 2024 maakte Lacorte de overstap naar de Formule Regional en begon hij het jaar in het Formula Regional Oceania Championship, waar hij voor M2 Competition in de eerste drie raceweekenden reed. Hij behaalde een zege op het Hampton Downs Motorsport Park en stond ook op de Manfeild Autocourse op het podium. Met 130 punten werd hij tiende in de eindstand. Vervolgens kwam hij uit in het Formula Regional European Championship voor het team Trident. Hij kende een lastig jaar, waarin een negende plaats op het Circuit Paul Ricard zijn beste race-uitslag was. Met 3 punten eindigde hij op plaats 21 in het klassement.

### Formule 3
In 2025 debuteert Lacorte in het FIA Formule 3-kampioenschap bij het nieuwe team DAMS Lucas Oil.